# Икаева, Серафима Георгиевна
Серафи́ма Гео́ргиевна Ика́ева (29 августа 1909 — 23 марта 1993) — советская осетинская театральная актриса, педагог, театральный деятель, народная артистка РСФСР (1960).

## Биография
Серафима Георгиевна Икаева родилась 29 августа 1909 года. Работала заведующей библиотекой при Садонских рудниках, активно участвовала в любительских спектаклях, была «звезда» художественной самодеятельности Алагирского района, мечтала о большой сцене.
В 1935 году окончила первую Осетинскую актёрскую студию при ГИТИСе (руководители В. Я. Станицын и И. М. Раевский). 
С 1935 года стала актрисой в Северо-Осетинском драматическом театре, созданном тогда же на основе осетинской студии ГИТИСа. В 1935—1938, 1944—1947 годах преподавала в студии при театре. Была директором театра. 
Была депутатом Верховного Совета Северо-Осетинской АССР 2—4 созывов.
Умерла 23 марта 1993 года во Владикавказе.

## Награды и премии
- Народная артистка Северо-Осетинской АССР.
- Народная артистка РСФСР (5.10.1960).
- Медаль «За оборону Кавказа»[2].

## Работы в театре
- «Платон Кречет» А. Корнейчука — Лида Коваль
- «Любовь Яровая» К. Тренева — Любовь Яровая
- «Хозяйка гостиницы» К. Гольдони — Мирандолина и Клариче
- «Лгун» К. Гольдони — Коломбина
- «Женитьба Фигаро» П. Бомарше — Сюзанна
- «Много шума из ничего» Шекспира — Беатриче
- «Гроза» А. Островского — Варвара
- «Каменный гость» А. Пушкина — Лаура
- «Егор Булычов и другие» М. Горького — Глафира
- «Васса Железнова» М. Горького — Людмила
- «Женитьба» Н. Гоголя — Фёкла Ивановна
- «Двенадцатая ночь» Шекспира — Мария
- «Волынщик из Страконниц» И. К. Тыла — Кордулла
- «Встреча в темноте» Кнорре — Варя
- «Разлом» Б. Лавренёва — Татьяна
- «Песня Софьи» Раисы Хубецовой и Геора Хугаева — Салфетка
- «Желание Паша» Д. Туаева — Салимат
- «Две свадьбы» Н. Саламова, З. Бритаевой — Гадзыгуз
- «Мать сирот» Д. Туаева — Теккиан
- «Две сестры» Елбыздыко Бритаева — Хансиат

## Фильмография
- 1981 — Пишите письма — эпизод